# Marloes

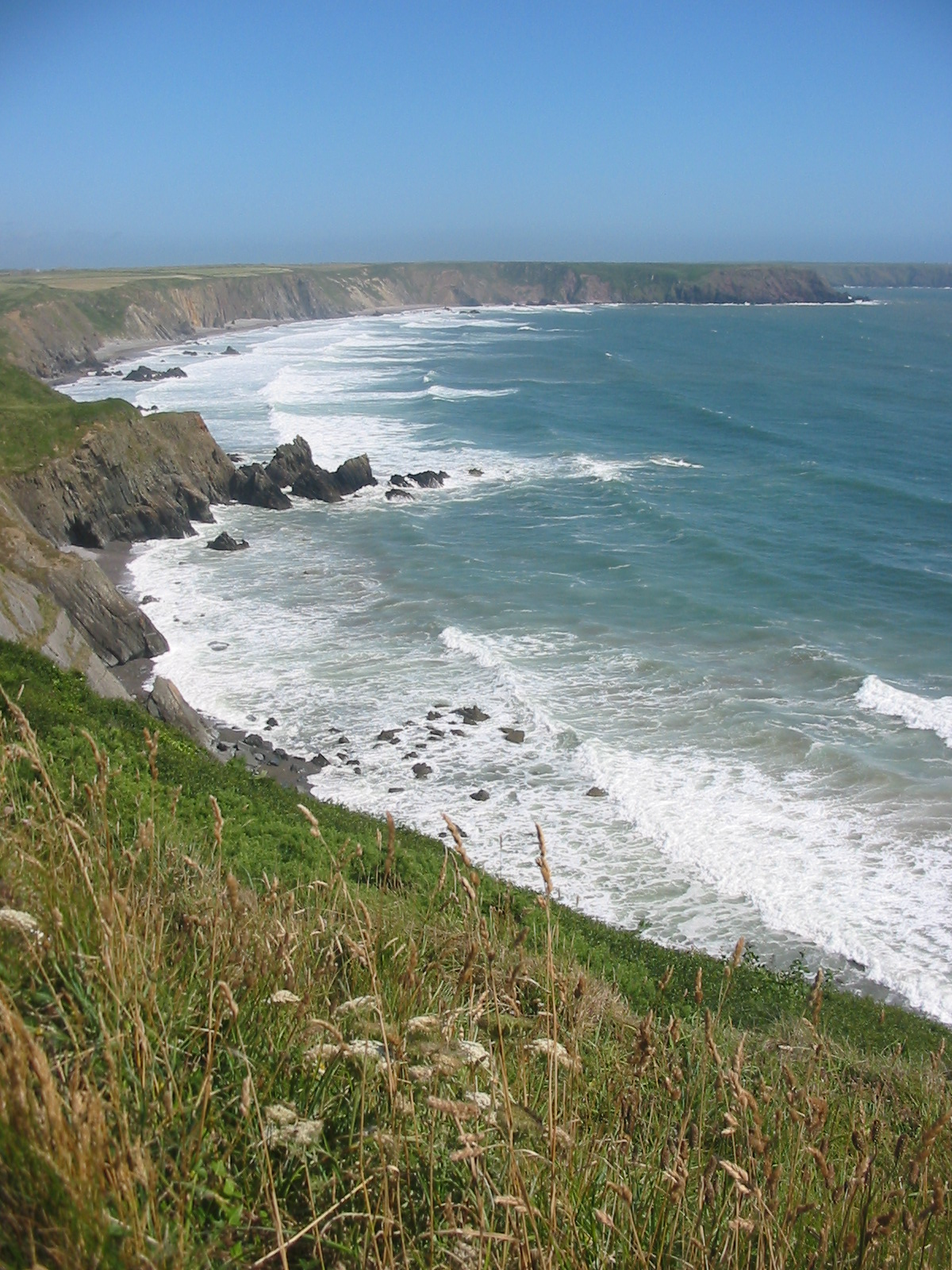
Costa i península de Marloes

Marloes és un poblet al comtat gal·lès de Sir Benfro.
Està situat en la península de Marloes, a 13 km a l'oest del port d'Aberdaugleddau. La platja, llarga de més d'un quilòmetre i mig, és considerada una de les millors del país; la zona de les Sorres de Marloes (Marloes Sands) forma una zona d'especial interès científic pels penya-segats de roques silurianes que limiten la platja. A l'extrem de la península de Marloes hi ha una reserva natural propietat del National Trust i davant, mar endins, l'illa de Skomer.
Etimològicament, el nom derivaria d'unes arrels gal·leses moeld (calb, pelat) i rhos (promontori).
El codi postal és SA62, i el prefix telefònic el 1646.

## Curiositats
Marloes és també un nom de noia molt corrent en neerlandès.

## Enllaços externs

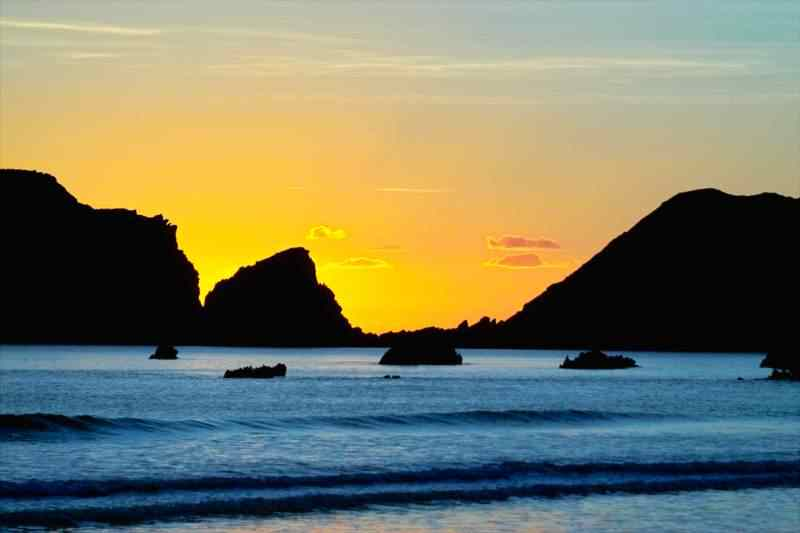
Les Sorres de Marloes